# North America 4 (2007)
North America 4 (2007) – druga edycja North America 4, stworzonego przez IRB turnieju mającego za zadanie podniesienie jakości rugby w Kanadzie i Stanach Zjednoczonych. Odbyła się w dniach 7 kwietnia – 7 lipca 2007 roku na sześciu boiskach w USA i Kanadzie.

## Informacje ogólne
W finansowanych przez IRB zawodach wzięły udział cztery zespoły o charakterze reprezentacyjnym utworzone we współpracy z USA Rugby i Rugby Canada: Canada East, Canada West, USA Falcons, USA Hawks. Uczestniczące drużyny rywalizowały w pierwszej fazie systemem kołowym, po czym dwie najlepsze po fazie grupowej zespoły spotkały się w finale tych rozgrywek, pozostałe dwie zaś w meczu o trzecie miejsce. Spotkania derbowe zostały rozegrane 7 kwietnia, pozostałe zaś w dniach 9–12 maja w USA i 29 czerwca–7 lipca 2007 roku w Kanadzie z przerwą na reprezentacyjne rozgrywki Churchill Cup 2007.
Tytuł obronili zawodnicy z zachodniej Kanady.
Wszystkie mecze były transmitowane w Internecie.

## Faza grupowa
| 7 kwietnia 200713:00 | Canada West | 26:24 | Canada East | Thunderbird Stadium, Vancouver |
| 7 kwietnia 200713:00 |             | 26:24 |             | Thunderbird Stadium, Vancouver |

| 7 kwietnia 200717:00 | USA Falcons | 48:17 | USA Hawks | Qualcomm Stadium, San Diego |
| 7 kwietnia 200717:00 |             | 48:17 |           | Qualcomm Stadium, San Diego |

| 9 maja 200716:00 | USA Falcons | 20:5 | Canada East | Steuber Rugby Stadium, Stanford |
| 9 maja 200716:00 |             | 20:5 |             | Steuber Rugby Stadium, Stanford |

| 9 maja 200718:00 | Canada West | 32:20 | USA Hawks | Steuber Rugby Stadium, Stanford |
| 9 maja 200718:00 |             | 32:20 |           | Steuber Rugby Stadium, Stanford |

| 12 maja 200713:00 | USA Hawks | 36:23 | Canada East | Steuber Rugby Stadium, Stanford |
| 12 maja 200713:00 |           | 36:23 |             | Steuber Rugby Stadium, Stanford |

| 12 maja 200715:00 | USA Falcons | 29:16 | Canada West | Steuber Rugby Stadium, Stanford |
| 12 maja 200715:00 |             | 29:16 |             | Steuber Rugby Stadium, Stanford |

| 29 czerwca 200713:00 | Canada East | 33:22 | USA Falcons | Brockton Oval, Vancouver |
| 29 czerwca 200713:00 |             | 33:22 |             | Brockton Oval, Vancouver |

| 29 czerwca 200715:00 | Canada West | 35:7 | USA Hawks | Brockton Oval, Vancouver |
| 29 czerwca 200715:00 |             | 35:7 |           | Brockton Oval, Vancouver |

| 3 lipca 200717:00 | Canada East | 29:13 | USA Hawks | Burnaby Lake Sports Complex, Burnaby |
| 3 lipca 200717:00 |             | 29:13 |           | Burnaby Lake Sports Complex, Burnaby |

| 3 lipca 200719:00 | Canada West | 13:11 | USA Falcons | Burnaby Lake Sports Complex, Burnaby |
| 3 lipca 200719:00 |             | 13:11 |             | Burnaby Lake Sports Complex, Burnaby |

## Mecze o miejsca

### Mecz o 3. miejsce
| 7 lipca 200714:00 | USA Hawks | 34:29 | Canada East | Rotary Stadium, Abbotsford |
| 7 lipca 200714:00 |           | 34:29 |             | Rotary Stadium, Abbotsford |

### Mecz o 1. miejsce
| 7 lipca 200716:00 | Canada West | 43:11 | USA Falcons | Rotary Stadium, Abbotsford |
| 7 lipca 200716:00 |             | 43:11 |             | Rotary Stadium, Abbotsford |